# Lagrange (Altos Pirenéus)
Lagrange é uma comuna francesa na região administrativa de Occitânia, no departamento dos Altos Pirenéus. Estende-se por uma área de 3,58 km². Em 2010 a comuna tinha 237 habitantes (densidade: 66,2 hab./km²).